# Prix Maïse-Ploquin-Caunan
Le prix Maïse-Ploquin-Caunan, de la fondation du même nom, est un prix biennal de poésie de l'Académie française créé en 1985 et « destiné à l’auteur d’un recueil de poésie, en vers classiques ou libres, d’expression romantique, auteur qui n’aurait jamais encore été couronné par l’Académie ».

## Liste des lauréats

### Années 1980
- 1985 : René Bonnet de Murlive (1929-....) pour La Fontaine des amours
- 1987 : Jean Berthet pour l'ensemble de son œuvre
- 1989 : Daniel Ancelet pour Une flûte dans les bois

### Années 1990
- 1991 : Marie Chevallier pour Pour une même gerbe
- 1993 : 
  - Quât Xá Pham pour Les Chansons sous la lune
  - Salah Stétié pour L’Autre côté brûlé du très pur
- 1995 : Jacques Réda pour L’Incorrigible
- 1997 : Myriam Tangi (1954-....) pour Le Ciel en désordre
- 1999 : Geneviève Laporte pour La Sublime Porte des songes

### Années 2000
- 2001 : Claude Luezior pour Fragile
- 2005 : Werner Lambersy pour L’éternité est un battement de cils
- 2007 : Emmanuel Moses pour Figure rose
- 2009 : Zéno Bianu pour Chet Baker (déploration)

### Années 2010
- 2011 : Jérôme Leroy pour Un dernier verre en Atlantide
- 2013 : Cécile Mainardi pour Rose activité mortelle
- 2015 : Liliane Giraudon pour Le Garçon cousu
- 2017 : Emmanuel Échivard pour La Trace d’une visite
- 2019 : Gabriel Zimmermann (1979-....) pour Depuis la cendre

### Années 2020
- 2021 : Emmanuel Laugier pour Chant tacite
- 2023 : Olivier Barbarant pour Séculaires